# Чісвік-парк (станція метро)
51°29′40″ пн. ш. 0°16′04″ зх. д. / 51.494383° пн. ш. 0.267751° зх. д.
Чизік-парк (англ. Chiswick Park) — станція лінії Дистрикт Лондонського метро. Розташована у 3-й тарифній зоні, у Чизік, боро Ілінг, західний Лондон, між станціями Актон-таун та Тернем-Грін. Пасажирообіг на 2017 — 2.25 млн осіб
Конструкція станції — наземна відкрита з двома береговими платформами на дузі.

## Історія
- 1. липня 1879 — відкриття станції у складі District Railway (DR, наразі лінія Дистрикт), як Актон-Грін.
- березень 1887 — перейменування станції у Чизік-парк-енд-Актон-Грін.
- 1. березня 1910 — перейменування станції у Чизік-парк.

## Послуги
| Попередня станція | Лінія | Лінія                           | Лінія | Наступна станція |
| ----------------- | ----- | ------------------------------- | ----- | ---------------- |
| Актон-таун        |       | Лондонське метро Лінія Дистрикт |       | Тернем-Грін      |